# Montán bükkös öv
A montán bükkös öv a mérsékelt öv nedves éghajlatú területének egyik, hegyvidéki területekre jellemző növényzeti öve, a Kárpát-medence egyik alapvető klímazonális öve. Ebben az övben a nyári csapadék mennyisége a nedves éghajlat átlagos értéke körüli vagy kissé afölötti. Zonális növénytársulása a montán bükkös.
Magyarországon elszigetelt tájegységek tartoznak ebbe az övbe:
- a Nyugat-Dunántúl peremén (Noricum flóravidék):
  - Kőszegi-hegység,
  - Vendvidék;
- az Északi-középhegység (Matricum flóravidék) 800 m feletti régiói az alábbi hegységekben:
  - Börzsöny,
  - Mátra,
  - Bükk-vidék,
  - Zempléni-hegység.